# MTV Europe Music Award al miglior artista America Latina centrale
L'MTV Europe Music Award al miglior artista America Latina centrale (MTV Europe Music Award for Latin American Central) è uno dei premi principali degli MTV Europe Music Awards, che viene assegnato dal 2012.

## Albo d'oro

### Anni 2010
| Anno | Vincitore       | Nominati                                                       |
| ---- | --------------- | -------------------------------------------------------------- |
| 2012 | Don Tetto       | - Ádammo - Caramelos de Cianuro - Juanes - Naty Botero         |
| 2013 | Anna Carina     | - Cali & El Dandee - Javiera Mena - Maluma - Pescao Vivo       |
| 2014 | Don Tetto       | - Cali & El Dandee - Mirella Cesa - J Balvin - Nicolás Mayorca |
| 2015 | J Balvin        | - ChocQuibTown - Javiera Mena - Pasabordo - Piso 21            |
| 2016 | Maluma          | - Alkilados - J Balvin - Manuel Medrano - Sebastián Yatra      |
| 2017 | J Balvin        | - Maluma - Morat - Piso 21 - Sebastián Yatra                   |
| 2018 | Sebastián Yatra | - J Balvin - Karol G - Maluma - Manuel Turizo                  |
| 2019 | Sebastián Yatra | - J Balvin - Maluma - Mau y Ricky - Piso 21                    |

### Anni 2020
| Anno | Vincitore       | Nominati                                                 |
| ---- | --------------- | -------------------------------------------------------- |
| 2020 | Sebastián Yatra | - Camilo - J Balvin - Karol G - Maluma                   |
| 2021 | Sebastián Yatra | - Camilo - J Balvin - Karol G - Maluma                   |
| 2022 | Danny Ocean     | - Camilo - Feid - Karol G - Manuel Turizo                |
| 2023 | Feid            | - Blessd - Manuel Turizo - Ryan Castro - Sebastián Yatra |
| 2024 | Manuel Turizo   | - Beéle - Blessd - Kapo - Sofia Castro                   |